# Dacia Unirea Brăila în sezonul 2018-2019
Sezonul 2018–19 a fost cel de-al 9-lea sezon consecutiv pentru Dacia Unirea Brăila în cel de-al doilea eșalon al fotbalului românesc. Dacia Unirea participă în 2 competiții, respectiv Liga a II-a și Cupa României.

### Pre-sezon

#### Plecări
| Post | Jucător              | La echipa      | Sumă de transfer | Dată       |  |
| ---- | -------------------- | -------------- | ---------------- | ---------- |  |
| F    | Costin Ghiocel       | Aerostar Bacău |                  | 15.06.2018 |  |
| F    | Cătălin Stănciulescu | Viitorul Ianca |                  | 15.06.2018 |  |
| M    | Marius Dima          | Viitorul Ianca |                  | 15.06.2018 |  |
| M    | Victor Olenic        | Viitorul Ianca |                  | 15.06.2018 |  |
| M    | Paul Cubleșan        | UTA Arad       |                  | 15.06.2018 |  |
| A    | Andrei Banyoi        | FC Botoșani    |                  | 15.06.2018 |  |
| A    | Alexandru Pop        | UTA Arad       |                  | 15.06.2018 |  |

## Sezon

### Liga a II-a
| 4 august 20181 | Dacia Unirea Brăila | 1–2 | Ripensia Timișoara | Brăila                                                |  |
| 11:00          | Lu Yuefeng 68'      |     |                    | Stadion: Stadionul Municipal Brăila Spectatori: 1.000 |  |

| 12 august 20182 | ACS Poli Timișoara | 2–2 | Dacia Unirea Brăila               | Timișoara                                          |  |
| 13:00           |                    |     | Raul Vitan 65' Bertrand Bebey 68' | Stadion: Stadionul Dan Păltinișanu Spectatori: 200 |  |

| 18 august 20183 | Dacia Unirea Brăila | 0–0 | UTA Arad | Brăila                                                |  |
| 11:00           |                     |     |          | Stadion: Stadionul Municipal Brăila Spectatori: 1.000 |  |

| 25 august 20184 | Academica Clinceni | 7–0 | Dacia Unirea Brăila | Clinceni                                    |  |
| 11:00           |                    |     |                     | Stadion: Stadionul Clinceni Spectatori: 200 |  |

| 1 septembrie 20185 | Dacia Unirea Brăila | 0–3 | CS Sportul Snagov | Brăila                                              |  |
| 11:00              |                     |     |                   | Stadion: Stadionul Municipal Brăila Spectatori: 600 |  |

| 8 septembrie 20186 | CS Balotești | 2–2 | Dacia Unirea Brăila               | Balotești                                    |  |
| 11:00              |              |     | Lu Yuefeng 42' Liviu Gheorghe 45' | Stadion: Stadionul Balotești Spectatori: 100 |  |

| 15 septembrie 20187 | Dacia Unirea Brăila | 0–4 | Pandurii Târgu Jiu | Brăila                                              |  |
| 11:00               |                     |     |                    | Stadion: Stadionul Municipal Brăila Spectatori: 400 |  |

| 22 septembrie 20188 | Metaloglobus București | 2–2 | Dacia Unirea Brăila                | București                                       |  |
| 11:00               |                        |     | Bertrand Bebey 18' Mihai Maxin 52' | Stadion: Stadionul Metaloglobus Spectatori: 100 |  |

| 29 septembrie 20189 | Dacia Unirea Brăila | 0–1 | Chindia Târgoviște | Brăila                                              |  |
| 11:00               |                     |     |                    | Stadion: Stadionul Municipal Brăila Spectatori: 350 |  |

| 6 octombrie 201810 | ACS Energeticianul | 4–0 | Dacia Unirea Brăila | Petroșani                               |  |
| 11:00              |                    |     |                     | Stadion: Stadionul Jiul Spectatori: 100 |  |

| 10 octombrie 201811 | Dacia Unirea Brăila | 0–2 | ASU Politehnica Timișoara | Brăila                                              |  |
| 11:00               |                     |     |                           | Stadion: Stadionul Municipal Brăila Spectatori: 350 |  |

| 13 octombrie 201812 | Universitatea Cluj | 6–1 | Dacia Unirea Brăila        | Cluj                                  |  |
| 20:30               |                    |     | Adreano Van der Driest 86' | Stadion: Cluj Arena Spectatori: 3.000 |  |

| 20 octombrie 201813 | Dacia Unirea Brăila                                       | 3–3 | Aerostar Bacău | Brăila                                              |  |
| 11:00               | Bertrand Bebey 37' Vraciu Format:Owngoal Gabriel Niță 74' |     |                | Stadion: Stadionul Municipal Brăila Spectatori: 300 |  |

### Cupa României
| 12 septembrie 2018Turul IV | Axiopolis Cernavodă | 2–2 (d.p.) (1–4 d.l.d.) | Dacia Unirea Brăila               | Cernavodă                |  |
| 16:30                      |                     |                         | Mihai Maxin 41' Bernard Bebey 55' | Stadion: Stadionul Trust |  |

| 25 septembrie 201816-zecimi | Dacia Unirea Brăila | 1–3 | Dinamo București | Galați                                       |  |
| 21:30                       | Mihai Maxin 20'     |     |                  | Stadion: Stadionul Oțelul] Spectatori: 4.000 |  |